# Hiszpania na Zimowych Igrzyskach Olimpijskich 1998
Hiszpanię na Zimowych Igrzyskach Olimpijskich 1998 reprezentowało 12 zawodników. Był to piętnasty start Hiszpanii na zimowych igrzyskach olimpijskich.

## Dyscypliny

### Biegi narciarskie

#### Mężczyźni
| Konkurencja                          | Zawodnik             | Wyścig       | Wyścig  |
| Konkurencja                          | Zawodnik             | Czas         | Miejsce |
| ------------------------------------ | -------------------- | ------------ | ------- |
| bieg na 10 km st. klasycznym         | Diego Ruiz           | 34:17.3      | 87      |
| bieg na 10 km st. klasycznym         | Álvaro Gijón         | 33:02.7      | 82      |
| bieg na 10 km st. klasycznym         | Jordi Ribó           | 30:45.0      | 54      |
| bieg na 10 km st. klasycznym         | Juan Jesús Gutiérrez | 29:29.0      | 33      |
| bieg pościgowy na 15 km st. dowolnym | Juan Jesús Gutiérrez | Nie ukończył | –       |
| bieg pościgowy na 15 km st. dowolnym | Diego Ruiz           | 51:09.2      | 65      |
| bieg pościgowy na 15 km st. dowolnym | Álvaro Gijón         | 49:49.2      | 62      |
| bieg pościgowy na 15 km st. dowolnym | Jordi Ribó           | 47:27.3      | 54      |
| Bieg na 50 km st. dowolnym           | Juan Jesús Gutiérrez | Nie ukończył | –       |
| Bieg na 50 km st. dowolnym           | Haritz Zunzunegui    | Nie ukończył | –       |
| Bieg na 50 km st. dowolnym           | Álvaro Gijón         | 2'20:24.7    | 42      |
| Bieg na 50 km st. dowolnym           | Jordi Ribó           | 2'16:04.8    | 25      |

Sztafeta 4 x 10 km
| Zawodnicy                                               | Wyścig    | Wyścig  |
| Zawodnicy                                               | Czas      | Miejsce |
| ------------------------------------------------------- | --------- | ------- |
| Jordi Ribó Diego Ruiz Juan Jesús Gutiérrez Álvaro Gijón | 1'49:27.9 | 19      |

### Łyżwiarstwo figurowe

#### Kobiety
Program solistek
| Zawodniczka   | SP | FS | TFP  | Miejsce |
| ------------- | -- | -- | ---- | ------- |
| Marta Andrade | 24 | 22 | 34.0 | 22      |

### Narciarstwo alpejskie

#### Kobiety
| Zawodniczka            | Konkurencja   | Wyścig 1      | Wyścig 2      | Suma          | Suma    |
| Zawodniczka            | Konkurencja   | Czas          | Czas          | Czas          | Miejsce |
| ---------------------- | ------------- | ------------- | ------------- | ------------- | ------- |
| Ainhoa Ibarra          | Slalom gigant | Nie ukończyła | –             | Nie ukończyła | –       |
| Ana Galindo Santolaria | Slalom gigant | Nie ukończyła | –             | Nie ukończyła | –       |
| María José Rienda      | Slalom gigant | 1:21.57       | 1:33.97       | 2:55.54       | 12      |
| Mónica Bosch           | Slalom        | 47.89         | Nie ukończyła | Nie ukończyła | –       |
| María José Rienda      | Slalom        | 47.73         | 48.73         | 1:36.46       | 14      |

### Snowboard

#### Mężczyźni
Halfpipe
| Zawodnik        | Runda kwalifikacyjna 1 | Runda kwalifikacyjna 1 | Runda kwalifikacyjna 2 | Runda kwalifikacyjna 2 | Finał         | Finał         |
| Zawodnik        | Punkty                 | Miejsce                | Punkty                 | Miejsce                | Punkty        | Miejsce       |
| --------------- | ---------------------- | ---------------------- | ---------------------- | ---------------------- | ------------- | ------------- |
| Sergio Bartrina | 27.5                   | 33                     | 37.4                   | 13                     | Nie awansował | Nie awansował |
| Íker Fernández  | 36.9                   | 12                     | 37.9                   | 11                     | Nie awansował | Nie awansował |